# Bundestagswahlkreis Wuppertal II
Der Bundestagswahlkreis Wuppertal II war von 1949 bis 2002 ein Wahlkreis in Nordrhein-Westfalen. Er umfasste zuletzt die östliche Stadthälfte von Wuppertal mit den Stadtbezirken Barmen, Oberbarmen, Heckinghausen, Langerfeld-Beyenburg und Ronsdorf.
Zur Bundestagswahl 2002 verlor das Bergische Städtedreieck einen Wahlkreis. Seitdem gehören die Stadtbezirke Barmen, Oberbarmen, Heckinghausen, Langerfeld-Beyenburg zum Wahlkreis Wuppertal I und der Stadtbezirk Ronsdorf zum Wahlkreis Solingen – Remscheid – Wuppertal II. Der letzte direkt gewählte Wahlkreisabgeordnete war Willfried Penner (SPD). 

## Wahlkreissieger
| Wahl | Name             | Partei | Erststimmen |
| ---- | ---------------- | ------ | ----------- |
| 1998 | Willfried Penner | SPD    | 55,2 %      |
| 1994 | Willfried Penner | SPD    | 48,7 %      |
| 1990 | Willfried Penner | SPD    | 45,1 %      |
| 1987 | Willfried Penner | SPD    | 49,4 %      |
| 1983 | Willfried Penner | SPD    | 49,1 %      |
| 1980 | Willfried Penner | SPD    | 51,5 %      |
| 1976 | Willfried Penner | SPD    | 48,5 %      |
| 1972 | Willfried Penner | SPD    | 54,8 %      |
| 1969 | Kurt Matthes     | SPD    | 51,6 %      |
| 1965 | Kurt Matthes     | SPD    | 45,2 %      |
| 1961 | Hans Rauhaus     | CDU    | 40,0 %      |
| 1957 | Eugen Huth       | CDU    | 52,8 %      |
| 1953 | Eugen Huth1)     | CDU    | 54,4 %      |
| 1949 | Eugen Huth1)     | CDU    | 37,5 %      |

1)Im Rahmen eines Wahlbündnisses zwischen CDU und FDP stellte die FDP 1949 und 1953 keinen eigenen Kandidaten auf und rief zur Wahl des CDU-Kandidaten Huth auf. Im benachbarten Wahlkreis Wuppertal I wurde umgekehrt verfahren.

## Wahlkreisgeschichte
| Wahl      | Wahlkreisname   | Gebiet                                                                                              |
| --------- | --------------- | --------------------------------------------------------------------------------------------------- |
| 1949      | 16 Wuppertal II | Von Wuppertal die Stadtteile Barmen, Ronsdorf und Beyenburg                                         |
| 1953–1961 | 76 Wuppertal II | Von Wuppertal die Stadtteile Barmen, Ronsdorf und Beyenburg                                         |
| 1965–1976 | 70 Wuppertal II | Von Wuppertal die Stadtteile Barmen, Ronsdorf und Beyenburg                                         |
| 1980–1998 | 70 Wuppertal II | Von Wuppertal die Stadtbezirke Barmen, Oberbarmen, Heckinghausen, Langerfeld-Beyenburg und Ronsdorf |